# Mimeirhel Benita
Mimeirhel Obispo Benita (Spijkenisse, 17 november 2003) is een Nederlands voetballer van Curaçaose afkomst die als verdediger speelt. Hij verruilde Feyenoord in de zomer van 2025 voor Heracles Almelo, waar hij het jaar ervoor al op huurbasis speelde.

## Carrière

### Feyenoord
Mimeirhel Benita speelde in de jeugd van VV Rozenburg, VV Nieuwenhoorn en Feyenoord, waar hij in 2020 zijn eerste contract tekende. Hij debuteerde in het eerste elftal van Feyenoord op 26 augustus 2021, in de met 3-1 verloren uitwedstrijd tegen IF Elfsborg in de play-offronde van de UEFA Europa Conference League. Hij kwam in de 87e minuut in het veld voor Alireza Jahanbakhsh. Feyenoord overleefde de play-offs en haalde de finale van de Conference League, Benita speelde dit seizoen twee wedstrijden in deze competitie, tegen Maccabi Haifa (2-1 winst) en in de achtste finale tegen Partizan (3-1 winst) tevens zijn enige minuten in de hoofdmacht dat seizoen. 
Benita maakte zijn competitiedebuut voor Feyenoord op 3 september 2022, in een uitwedstrijd tegen Go Ahead Eagles (3–4) als vervanger van Marcus Pedersen. Feyenoord won dat seizoen zijn vijftiende landstitel. In dit seizoen speelde Benita 3 wedstrijden en gaf een assist. 

### Excelsior
Benita werd in juli 2023 door Feyenoord voor een seizoen verhuurd aan Excelsior Rotterdam, waarvoor hij debuteerde tegen AFC Ajax (2–2) op 19 augustus 2023 als vervanger van Serano Seymor. In Rotterdam kwam Benita twintig Eredivisieduels en alle wedstrijden in de play-offs in actie, maar kon niet voorkomen dat Excelsior uiteindelijk degradeerde. Benita speelde 27 wedstrijden en scoorde niet.

### Heracles Almelo
Op 20 juni 2024 werd Benita gepresenteerd door Heracles Almelo. De club huurt hem voor een seizoen van Feyenoord, dat zijn contract verlengt tot medio 2026. Na een verhuurperiode aan Excelsior trok de rechtsback dusdoende naar het oosten van het land. Benita maakte zijn debuut tegen Sparta Rotterdam (0-0 gelijkspel) Benita speelde de volledige negentig minuten. Benita speelde in de Eredivisie 29 wedstrijden waarin Heracles 14e werd in de competitie en bereikte de halve finale van de KNVB Beker. Op 11 juni 2025 werd bekend dat Heracles Almelo Benita definitief zou overnemen van Feyenoord. 

## Clubstatistieken
| Seizoen                    | Club              | Competitie     | Competitie | Competitie | Beker | Beker | Overig | Overig | Totaal | Totaal |
| Seizoen                    | Club              | Competitie     | Wed.       | Dlp.       | Wed.  | Dlp.  | Wed.   | Dlp.   | Wed.   | Dlp.   |
| -------------------------- | ----------------- | -------------- | ---------- | ---------- | ----- | ----- | ------ | ------ | ------ | ------ |
| 2021/22                    | Feyenoord         | Eredivisie     | 0          | 0          | 0     | 0     | 3      | 0      | 3      | 0      |
| 2022/23                    | Feyenoord         | Eredivisie     | 2          | 0          | 1     | 0     | –      | –      | 3      | 0      |
| 2023/24                    | Excelsior         | Eredivisie     | 20         | 0          | 3     | 0     | 4      | 0      | 27     | 0      |
| 2024/25                    | → Heracles Almelo | Eredivisie     | 29         | 0          | 3     | 0     | –      | –      | 32     | 0      |
| 2025/26                    | Heracles Almelo   | Eredivisie     | 0          | 0          | 0     | 0     | 0      | 0      | 0      | 0      |
| Carrièretotaal             | Carrièretotaal    | Carrièretotaal | 51         | 0          | 7     | 0     | 7      | 0      | 65     | 0      |
| Bijgewerkt op 26 juni 2025 |                   |                |            |            |       |       |        |        |        |        |

## Erelijst
| Competitie | Aantal    | Jaren     |
| Feyenoord  | Feyenoord | Feyenoord |
| ---------- | --------- | --------- |
| Eredivisie | 1x        | 2022/23   |